# Stevie's Blues
Stevie's Blues é uma canção do guitarrista australiano Tommy Emmanuel. Lançada como single do álbum Determination, de 1991, a música foi inspirada no som do guitarrista Stevie Ray Vaughan, sendo uma homenagem ao mesmo.
Ela ganhou o APRA Music Awards em 1992 na categoria "Jazz Composition of the Year".

## Faixas
CD single (Mega Records – 6578952)
1. "Stevie's Blues" - 4:21
2. "Initation" - 4:18
3. "When You Come Home" - 4:30
4. "Stevie's Blues"  (acoustic)   - 2:22

## Créditos Musicais
- Tommy Emmanuel: Guitarra elétrica
- Rob Little: Baixo elétrico
- Sam Mcnally: Teclados
- Philip Campbell: Baterias

## Desempenho nas Paradas Musicais
| Parada Musical (1992) | Posição | Ref.  |
| --------------------- | ------- | ----- |
| ARIA Charts           | 93      | [ 3 ] |

## Prêmios e Indicações
| Ano  | Prêmio            | Categoria                    | Resultado | Ref.  |
| ---- | ----------------- | ---------------------------- | --------- | ----- |
| 1992 | APRA Music Awards | Jazz Composition of the Year | Venceu    | [ 2 ] |